# Pitejskolaponski jezik
Pitejskolaponski jezik (izvorno bidumsámegiella, ISO 639-3: sje), jedan od 11 laponskih jezika kojim govore 2 000 pitejskih Laponaca (Krauss, 1995.) na području Švedske u Arjeplogu u Arvidsjauru, duž rijeke Piteja, govori svega 20 ljudi (T. Salminen, 2000 .). U Norveškoj žive između Saltenfjorda i Ranenfjorda, ali njime tamo više nitko ne govori (T. Salminen, 2000.).
Svoj jezik nazivaju bihtánsápmi ili biđonsámegiella.

## Vanjske poveznice
- Ethnologue (14th)
- Ethnologue (15th)